# Niquetamida
La niquetamida es un estimulante que afecta principalmente al ciclo respiratorio. Ampliamente conocido por su antiguo nombre comercial de Coramina, se utilizó a mediados del siglo XX como contramedida médica contra las sobredosis de tranquilizantes, antes del advenimiento de la intubación endotraqueal y la expansión pulmonar con presión positiva. Ya no se considera que tenga valor para tales fines.
Un nombre alternativo es dietilamina del ácido nicotínico, que enfatiza significativamente sus orígenes de laboratorio y del cual su nombre común se deriva como una mezcla.

## Uso médico anterior y actual
La coramina era empleada por el presunto asesino en serie John Bodkin Adams cuando trataba a la paciente Gertrude Hullett, de quien se sospechaba que había asesinado. Sin embargo, la toxicidad de la niquetamida es bastante baja (DL50 en conejos 650 mg / kg oral, DL50 ratas 240 mg / kg subcutáneo).
Theodor Morell, el médico personal de Adolf Hitler, inyectó Coramina al gobernante alemán cuando Hitler fue sedado indebidamente con barbitúricos. Además, Morell usaba Coramina como parte de un 'tónico' de uso general para Hitler.
Está disponible como un medicamento de venta libre de acción corta en varios países de América del Sur y Europa, combinado con glucosa en forma de pastillas. Es especialmente útil para los escaladores de montañas para aumentar la resistencia a grandes altitudes. Las contraindicaciones incluyen hipertensión, patologías cardiovasculares y epilepsia.

## Uso en deportes
En algunos deportes, la Agencia Mundial Antidopaje incluye la niquetamida como sustancia prohibida. Jaime Huélamo fue despojado de su medalla de bronce en la carrera de ciclismo individual olímpica de 1972 después de dar positivo por Coramina. El tenista croata Marin Čilić fue suspendido de la competencia durante nueve meses después de que dio positivo por niquetamida en abril de 2013. Esta prohibición se redujo más tarde a cuatro meses después de que Cilic apeló y afirmó que la había ingerido involuntariamente en una tableta de glucosa comprada en una farmacia. El piloto de karting polaco Igor Walilko recibió una suspensión de dos años, que luego se redujo a dieciocho meses, de la competición en 2010 debido a que dio positivo por niquetamida después de una victoria en Alemania en julio de 2010.